# Karangsari (Waled)
Karangsari is een bestuurslaag in het regentschap Cirebon van de provincie West-Java, Indonesië. Karangsari telt 3324 inwoners (volkstelling 2010).